# Loodkruid
Loodkruid (Ceratostigma) is een geslacht van zeven vertegenwoordigers in Oost-Azië en één in de Hoorn van Afrika, behorende tot de strandkruidfamilie (Plumbaginaceae). De bladeren zijn min of meer ovaal en zijn donkergroen met een bruine of paarse zweem. De drie vertegenwoordigers die men wel in tuincentra kan vinden, hebben alle een voorkeur voor een zonnige, doorlatende grond.

## Ceratostigma plumbaginoides
Ceratostigma plumbaginoides is een bodembedekker met een lengte van ongeveer 25-35 cm. Opmerkelijk aan de plant zijn de blauwe bloemen die nog verschijnen aan roodbruine toppen in combinatie met het al rood herfstverkleurde blad. De bloemen lijken een kleine versie van die van de nauw verwante mannentrouw (Plumbago auriculata), waaraan deze soort zijn soortaanduiding plumbaginiodes ontleent.
De plant kan woekeren.

## Ceratostigma willmottianum

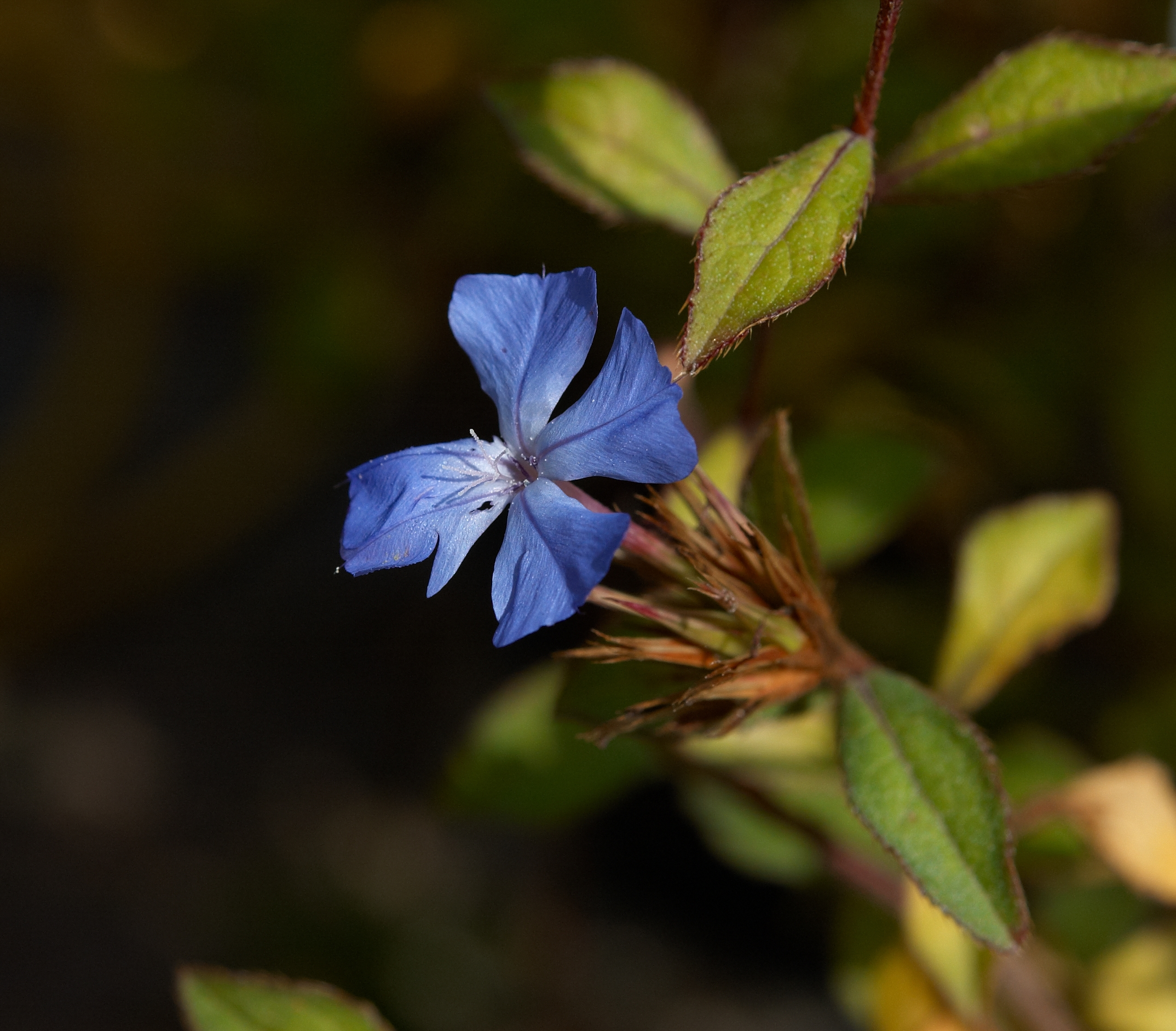
Ceratostigma willmottianum

Ceratostigma willmottianum is een klein struikje dat tot ongeveer 1 meter hoog wordt. Het werd vernoemd naar de Britse tuinvrouw Ellen Willmott. Zij sponsorde de plantenjager Ernest Henry Wilson die zaden van deze plant meebracht uit het westen van de Chinese provincie Sichuan, waar hij van oorsprong groeit. De struik is bladverliezend. 

## Ceratostigma griffithii

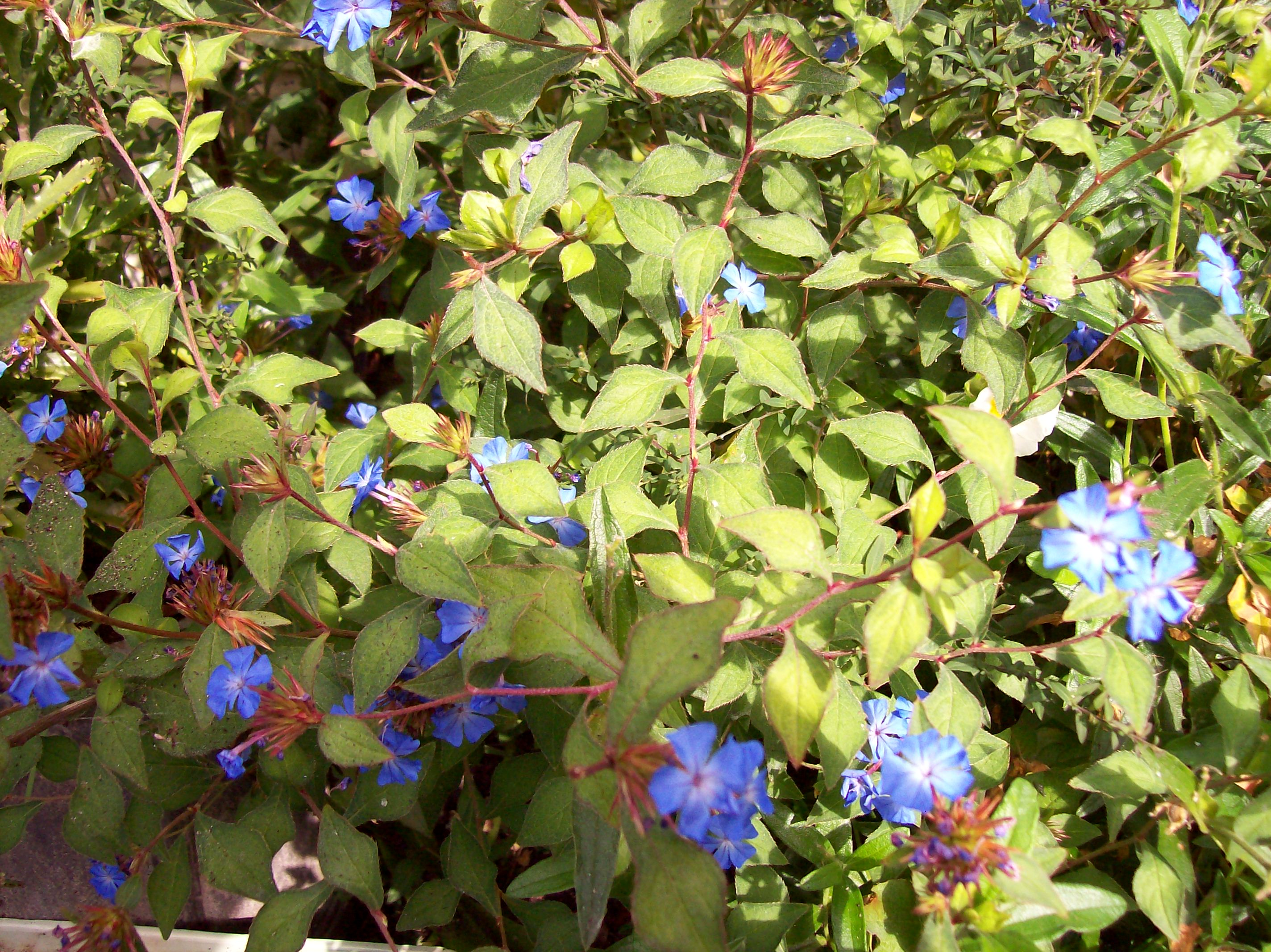
Cerastostigma griffithi

Ceratostigma griffithii, afkomstig uit de Himalaya, is daar wintergroen, maar zal in het West-Europese klimaat alleen in milde winters het blad behouden. De plant gelijkt een beetje op C. willmottianum, maar heeft een meer bossige groeiwijze en iets van de expansiedrift van C. plumbaginoides.